# 江宥儀
江宥儀 (1991年—)，是一位台灣視覺藝術家 。她亦被稱為 小江 或 John Yuyi。自2014年以來一直以「臨時紋身」作為她的主要藝術形式，主要側重於科技和社交媒體的影響，並以人體為她的個人畫布。現時主要在美國紐約生活和工作。

## 早年生活和教育
江宥儀出生於台北。她在實踐大學獲得服裝設計文理學學士學位。從職業生涯的開始，她就在Facebook和Instagram等平台上擁顯著的網絡形象。在她成為藝術家前，小江曾擔任吳季剛的實習生，時尚雜誌助理編輯和模特兒。

## 風格

### 早年作品
在2014年泳裝系列項目中，江宥儀將她的時裝設計的教育與圖形內容創作聯繫在一起。對於這個項目，她選擇不單純將自己歸類為時尚或攝影。

### 近期作品
台灣的美麗佳人雜誌認為她的風格時尚誇張。小江主要探討千禧一代文化，並利用互聯網作為媒介來加強其網絡形象。她創作藝術品的過程通常很簡單。在她的作品中，她在皮膚上使用了許多臨時的身體紋身，然後記錄了結果。小江將她的風格描述為有趣、變幻莫測和離奇。關於她作品中強而有力的表演行為，她說她很難將自己的思想翻譯成文字，但大多數的作品都使她「緩解焦慮」。她認為她出售的產品不僅限於產品本身，而且它們是她藝術的象徵和紀錄。

小江曾與不同的國際品牌合作，包括古馳(Gucci)，耐克(Nike)，馬丁·馬吉拉(Maison Margiela),和卡紛(Carven)。

## 作品

### Skin on Skin，2016
Skin on Skin是小江的照片作品 ，小江在豬肉切塊的皮膚上粘貼了裸體自畫像的臨時紋身。她將藝術製作過程描述為「隨機……棘手又有趣」，與她之前的作品（Face Post，2015）有相類似創作經歷。

### GUCCI meme, 2017
在2017年3月，古馳（Gucci）和小江在Instagram上發布了一個合作活動照片系列，小江利用她的臨時紋身來引用古馳（Gucci）Instagram頁面。古馳（Gucci）的作家薩曼莎·卡爾普（Samantha Culp）形容這輯照片系列為「其中包括“讚她”，消息，頭像和徽標，並用我們常用的數碼結構（即使是暫時的），也使我們的肉體變得柔和」。這次合作引起了互聯網的廣泛關注，她在接受英國廣播公司（BBC）對該作品的採訪時，進一步討論了成為「後互聯網世界藝術家」的細微差別，以及藝術創作如何幫助她解決焦慮和躁鬱症。

### I Tree To Call You, 2018
I Tree To Call You是一個場域特定裝置藝術作品，上面臨時貼紙有小江的短信對話，這些對話粘貼在樹的葉子上。在人造人類空間中使用活樹反映了小江於虛擬世界中的經驗。台北當代藝術館寫道：「落葉上的信息然後成為另一種關係中其他人命運的警句。」 I Tree To Call You首次出現在2018年的Gallery Vacancy中，後來於2019年在台北當代藝術館進行了裝置裝置。

## 展覽

### 個人展覽
- The Next Gen: John Yuyi, New York, The Art Vacancy, 2018[7]

- My (Temporary) Self, Los Angeles, Make Room, 2018[8]

- John Yuyi, Shanghai, Gallery Vacancy, 2018[9]

### 團體展覽
- Why Didn't You Like My Pic?, Taipei, OFFTOPIC, 2016[10]

- Undergarments, Sydney, 2017[11]

- Taipei Dangdai, Taipei, 2019[12]

## 獎項
Forbes 30 Under 30 - Asia - The Arts 2018

## 外部連結
- https://www.galleryvacancy.com/john-yuyi-press-release.html （页面存档备份，存于）
- https://i-d.vice.com/en_uk/article/a34na5/the-instagram-artist-turning-her-social-media-addiction-into-art （页面存档备份，存于）
- https://johnyuyi.com/ （页面存档备份，存于）